# Poicephalus fuscicollis
El loro de cuello moreno (Poicephalus fuscicollis), a veces conocido en la avicultura como el loro del uncape, es una especie del género Poicephalus, endémica de África. Tiene dos subespecies: Poicephalus fuscicollis fuscicollis y Poicephalus fuscicollis suahelicus.

## División dePoicephalus robustus
El naturalista alemán Heinrich Kuhl describió al loro de cuello marrón en su obra Conspectus Psittacorum de 1819. Aunque él no estaba seguro de su país de origen, sentía que era definitivamente una especie distinta y relacionada con el loro del Cabo. El nombre de la especie es de las palabras latinas fuscus (oscuro) y collum (cuello).
El ornitólogo sudafricano Phillip Clancey propuso que el loro del Cabo y el loro de cuello marrón fueran especies separadas en 1997, con base en la forma y el tamaño del pico, la coloración de la cabeza y el hábitat natural. Mike Perrin observó que el estatus como especie facilitaría la protección del loro en peligro de extinción. El análisis genético de los tres taxones, publicada en 2015 apoyó la distinción de los loros de cuello marrón y los loros del Cabo, mostrando que los antepasados de los dos habían divergido entre hace 2,13 y 2,67 millones de años—desde el Plioceno tardío hasta la época del Pleistoceno temprano—. Este período fue un período de cambios en el clima, donde pastizales y bosques se expandían y contraían, lo que llevó al aislamiento y, finalmente, a la especiación de poblaciones separadas.
El nombre antiguo de los tres taxones era loro del Cabo, con prácticamente todos los individuos pertenecientes a lo que luego se convertiría en Poicephalus fuscicollis en cautiverio. Jean Pattison los llamó loros del uncape debido a esto. Es el miembro más grande de su género, el loro de cuello marrón tiene una cabeza relativamente grande, y una construcción fornida. Tiene una cabeza gris clara. Las subespecie P. f. fuscicollis tiene un brillo más azul en su plumaje que P. f. suahelicus. La parte superior del ave tiene un color verde amarillento en su plumaje, mientras que la parte inferior es verdosa.

## Distribución
La subespecie P. f. fuscicollis se encuentra en África occidental, desde Gambia y el sur de Senegal hasta Ghana y Togo. Es localmente común en plazas, pero parece haber disminuido en Senegal y Gambia. La subespecie P. f. suahelicus se encuentra en el sur de África, desde el sur del Congo y Tanzania hasta el norte de Namibia y en algunas zonas de Sudáfrica.
La especie se adapta fácilmente al cautiverio y se ve en el comercio de mascotas.

## Subespecies
Hay dos subespecies reconocidas:
- Poicephalus fuscicollis fuscicollis
- Poicephalus fuscicollis suahelicus